# Мігель Валенте
Мігель Валенте (порт. Miguel Valente, 16 липня 1993) — бразильський плавець.
Учасник Олімпійських Ігор 2016 року.
Призер Панамериканських ігор 2019 року.